# Andrena verticalis
Andrena verticalis är en biart som beskrevs av Pérez 1895. Andrena verticalis ingår i släktet sandbin, och familjen grävbin. Inga underarter finns listade i Catalogue of Life.